# Kvetiapin
Kvetiapin, ki ga trži AstraZeneca pod imenom Seroquel in Orion Pharma kot Ketipinor, v Sloveniji ga trži Krka  pod imenom Kventiax in Lek pod imenom Kvelux, je atipični antipsihotik, ki pri nekaterih vrstah duševnih bolezni izboljša simptome, kot so halucinacije (npr. nepojasnjeni glasovi), nenavadne in zastrašujoče misli, spremembe v vedenju, občutek osamljenosti in zmedenosti. 
Nenamenska uporaba (uporaba zdravila za indikacije, ki niso uradno potrjene) zajema tudi zdravljenje nespečnosti in anksioznosti.

## Uporaba
Kvetiapin se uporablja za zdravljenje shizofrenije in bipolarne motnje razpoloženja. Uporablja se lahko samostojno ali pa v kombinaciji s stabilizatorji razpoloženja npr litijem ali valproatom. Kvetiapin je FDA odobrila leta 1997 za zdravljenje shizofrenije. Leta 2004 pa je naknadno dovolila uporabo kvetiapina za zdravljenje akutne manične epizode v sklopu bipolarne motnje razpoloženja.  Včasih se uporablja za zdravljenje, pogosto kot dodatek, obsesivno-kompulzivne motnje, posttravmatičnega stresa, avtizma, alkoholizma, in Tourettovega sindroma. </ref> Poleg omenjenega ga zdravniki uporabljajo kot pomirjevalo za bolnike z motnjami spanja ali z anksioznimi motnjami.
New England Journal of Medicine je leta 2005 izdal članek, v katerem so navedli, da kvetiapin in nekateri drugi antipsihotiki niso nič bolj učinkoviti za zdravljenje shizofrenije kot perfenazin (Trilafon). Vendar so nadaljnje raziskave CATIE (Clinical Antipsychotic Trials in Intervention Effectiveness), ki jih je financirala AstraZeneca in ostala večja farmacevtska podjetja, negirala raziskavi iz leta 2005. 

## Mehanizem delovanja
Kvetiapin je atipični antipsihotik, ki deluje na veliko število nevrotransmitornih receptorjev. Kvetiapin ima afiniteto za serotoninske (5-HT 2) in dopaminske receptorje D 1 in D 2 v možganih. Ker ima večjo afiniteto za serotoninske (5-HT 2) receptorje kot za dopaminske receptorje D 2, to domnevno prispeva k antipsihotičnim lastnostim kvetiapina in njegovemu majhnemu potencialu za povzročanje ekstrapiramidnih neželenih učinkov (EPS). Kvetiapin ima visoko afiniteto tudi za histaminske in adrenergične receptorje alfa 1, manjšo afiniteto za adrenergične receptorje alfa 2 ter nepomembno afiniteto za holinergične muskarinske ali benzodiazepinske receptorje.